# 生きてこそ (Kiroroの曲)
「生きてこそ」（いきてこそ）は、Kiroroの15枚目のシングル。2005年7月6日発売。発売元はビクターエンタテインメント。

## 解説
テレビ東京系『甲虫王者ムシキング 森の民の伝説』オープニングテーマ。金城綾乃は同作の18話に声優として出演している。
日本テレビ系列で放送された泣ける歌を紹介する番組『誰も知らない泣ける歌』（2009年1月20日放送分）でも視聴者の投稿でこの「生きてこそ」が紹介された。
この曲を作った時に金城は既に妊娠しており、この曲は自分が母親になるからこそ分かる両親への感謝が込められた曲である。
近年では、幼稚園・小学校等の卒業式・卒園式で歌う曲としても選ばれている。

## 収録曲
作詞：玉城千春　作曲：Kiroro　編曲：重実徹
1. 生きてこそ
2. 生きてこそ 〜TV ver.〜
3. 生きてこそ 〜instrumental〜

## カバー
- AKI - コンピレーション・アルバム『ぼよよん行進曲 新こどものうたヒットパレード』（2006年9月21日発売）などに収録
- タンポポ児童合唱団[1] - コンピレーション・アルバム『手紙・まあるいいのち〜卒業&合唱ソングコレクション〜』（2009年1月7日発売）などに収録
- 松本梨香 - アルバム『まんまる』（2009年9月30日発売・ZMCZ-5087）収録
- May J.　- アルバム『Heartful Song Covers』（2014年3月26日発売）、『May J. W BEST -Original & Covers-[2]』（2015年1月1日発売）収録